# Revolución de Copérnico

Movimiento del Sol (amarillo), Tierra (azul) y Marte (rojo). A la izquierda se muestra el modelo con el que erróneamente, se suele representar la teoría heliocéntrica de Copérnico. A la derecha, según la teoría geocéntrica.

La Revolución de Copérnico es el título con el que suele conocerse a la revolución científica que se produce en Europa Occidental, representada en la astronomía por el paso del tradicional sistema ptolemaico geocéntrico al innovador sistema copernicano heliocéntrico, iniciada en el siglo XVI por Nicolás Copérnico (cuya obra De revolutionibus, no alude al tradicional concepto de revolución, sino al de ciclo o trayectoria circular de los cuerpos celestes) y culminada en el siglo XVII por Isaac Newton. En gran parte como consecuencia de esta revolución, el panorama intelectual de finales del siglo XVII y comienzos del siglo XVIII se considera la crisis de la conciencia europea y abrirá el siglo XVIII como Siglo de las luces o de la Ilustración.

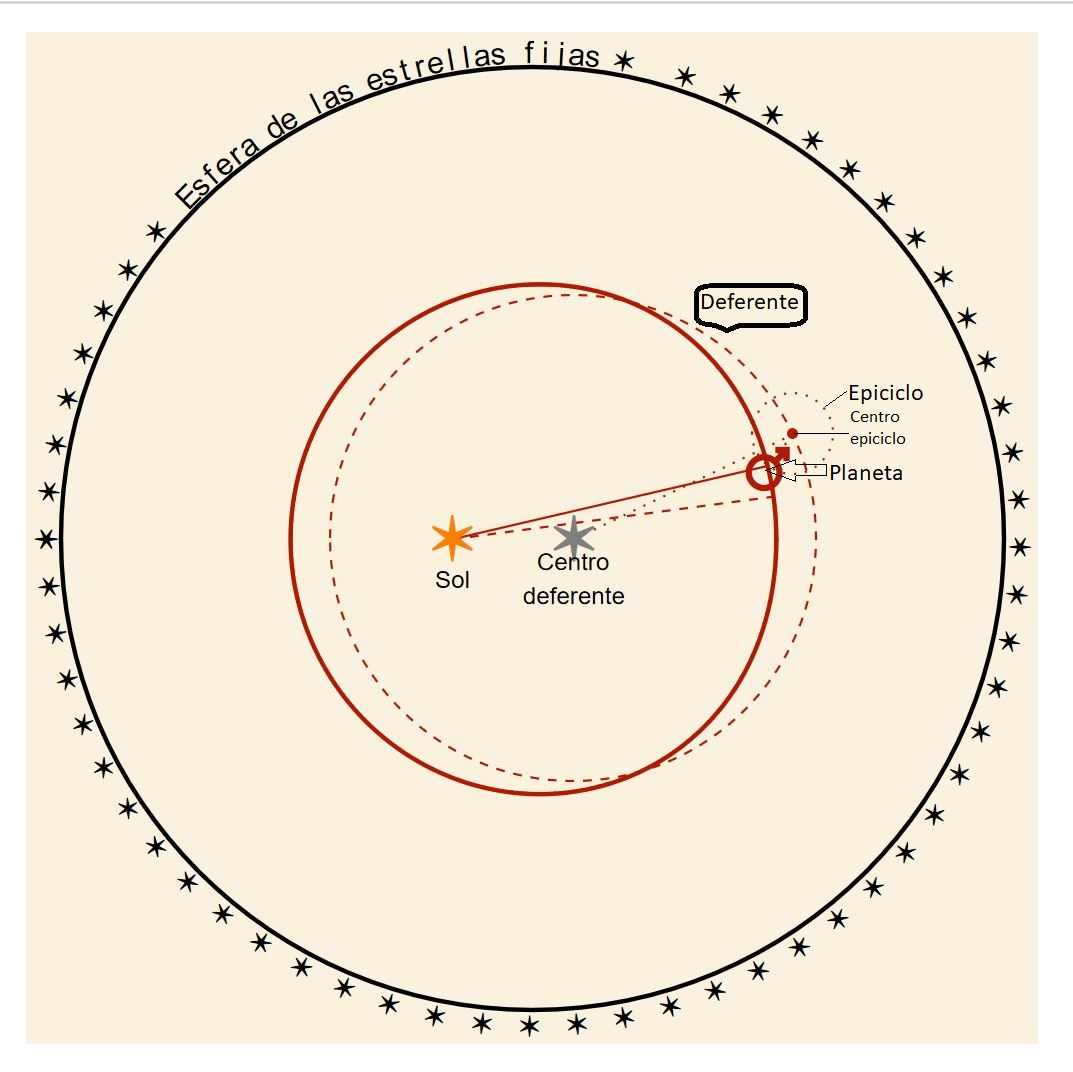
En el modelo real de Copérnico la órbita de cada planeta, excepto la Tierra, es la resultante de la composición de dos círculos (deferente y epiciclo).

La expresión revolución copernicana o giro copernicano ha pasado a ser popularmente sinónimo de «cambio radical» en cualquier ámbito.

## Historia
La transición de la sociedad occidental desde la Edad Media hacia la Edad Moderna, en su aspecto de cambio de mentalidad hacia la modernidad, significó una nueva consideración de la naturaleza desde un nuevo pensamiento científico, permitido por el uso de la razón humana sin sujeción al principio de autoridad. Desde el Renacimiento, el antropocentrismo humanista sustituye al teocentrismo de la escolástica. El Barroco revalorizará los sentidos y la experiencia como fuente de conocimiento. Racionalismo y empirismo serán dos orientaciones filosóficas opuestas, pero complementarias.

### La teoría de Copérnico

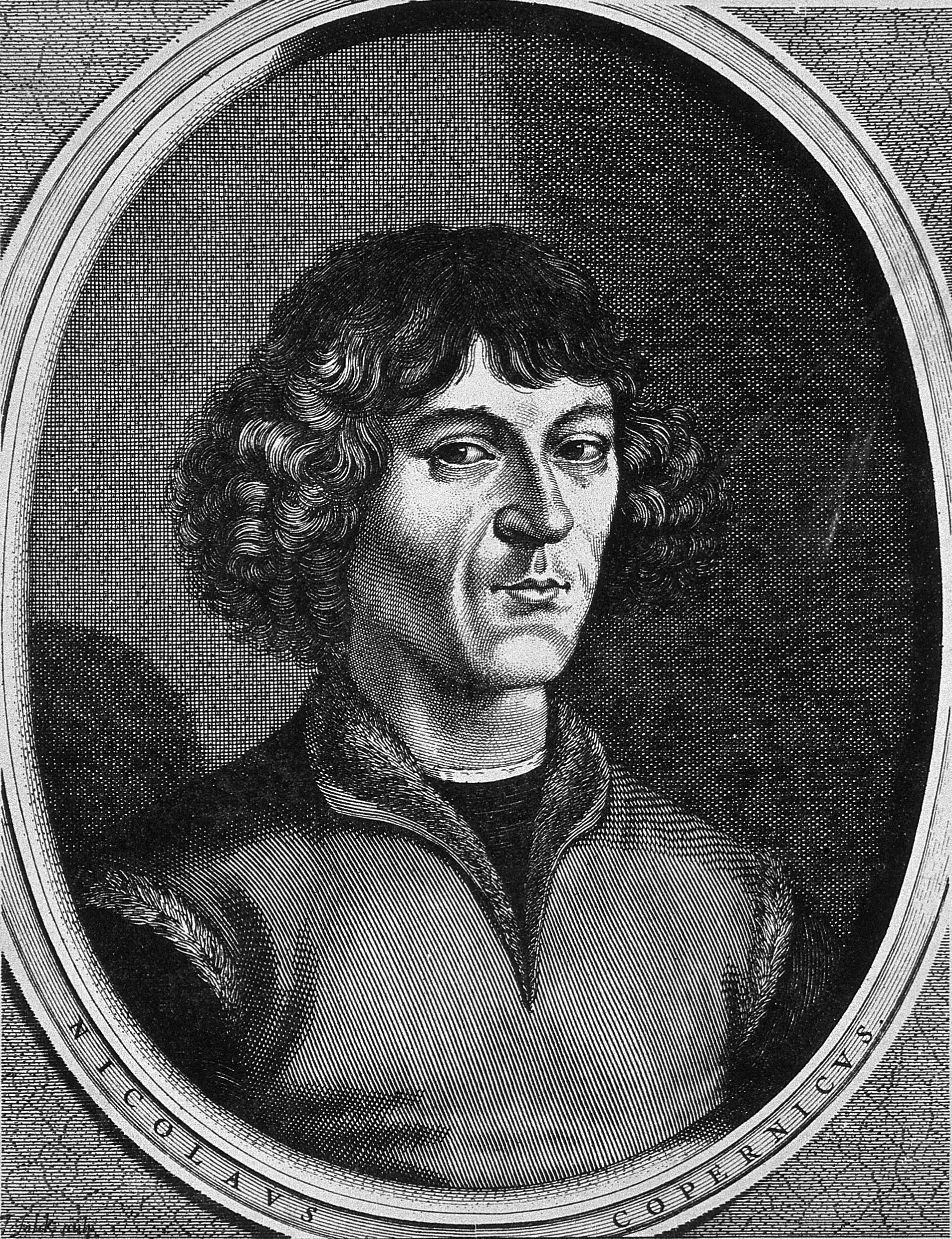
Nicolás Copérnico.

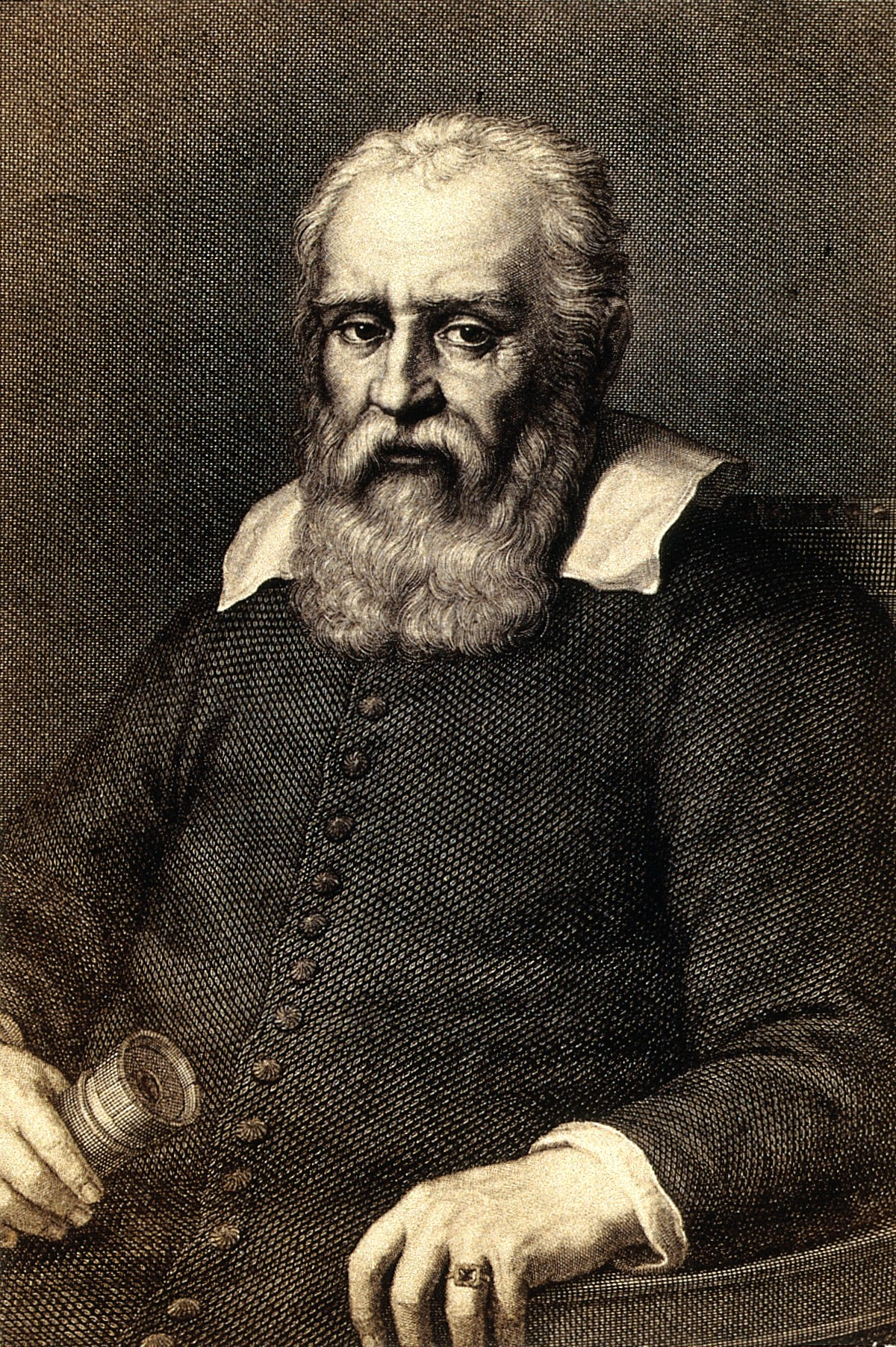
Galileo Galilei.

En el siglo XVI, el De revolutionibus orbium coelestium de Nicolás Copérnico presenta una discusión completa de un modelo heliocéntrico del universo. Copérnico discute las implicaciones filosóficas del sistema que propone, lo elabora geométricamente en detalle con observaciones astronómicas seleccionadas para derivar los parámetros de su modelo y escribe numerosas tablas astronómicas que permitían calcular las posiciones pasadas y futuras de las estrellas y planetas.
Copérnico arguye que el universo comprende ocho esferas. La última, más lejana y exterior, consiste en estrellas fijas sin movimiento, con el Sol quieto en el centro. Los planetas conocidos dibujan vueltas alrededor del Sol, cada uno en su propia esfera, en este orden, del centro hacia afuera: Mercurio, Venus, Tierra, Marte, Júpiter, Saturno. La Luna, no obstante, da vueltas en su esfera alrededor de la Tierra. Lo que parecía ser una vuelta diaria del Sol y las estrellas alrededor de la Tierra era en realidad la rotación de la Tierra sobre sí misma.
Copérnico se adhería a una de las creencias generales de su tiempo, que los movimientos de los cuerpos celestes debían ser compuestos por movimientos circulares uniformes. Por esta razón, no podía dar cuenta del movimiento observado de los planetas, por ejemplo de Marte y Mercurio, sin retener un sistema complejo de epiciclos similar a los del sistema ptolemaico. A pesar de la adhesión de Copérnico a este aspecto de la astronomía antigua, su propuesta radical, de una cosmología heliocéntrica, no geocéntrica, fue un golpe serio a la ciencia de Aristóteles –sentó las bases de lo que hoy llamamos Revolución científica.

### El método de Galileo y el movimiento elíptico de Kepler

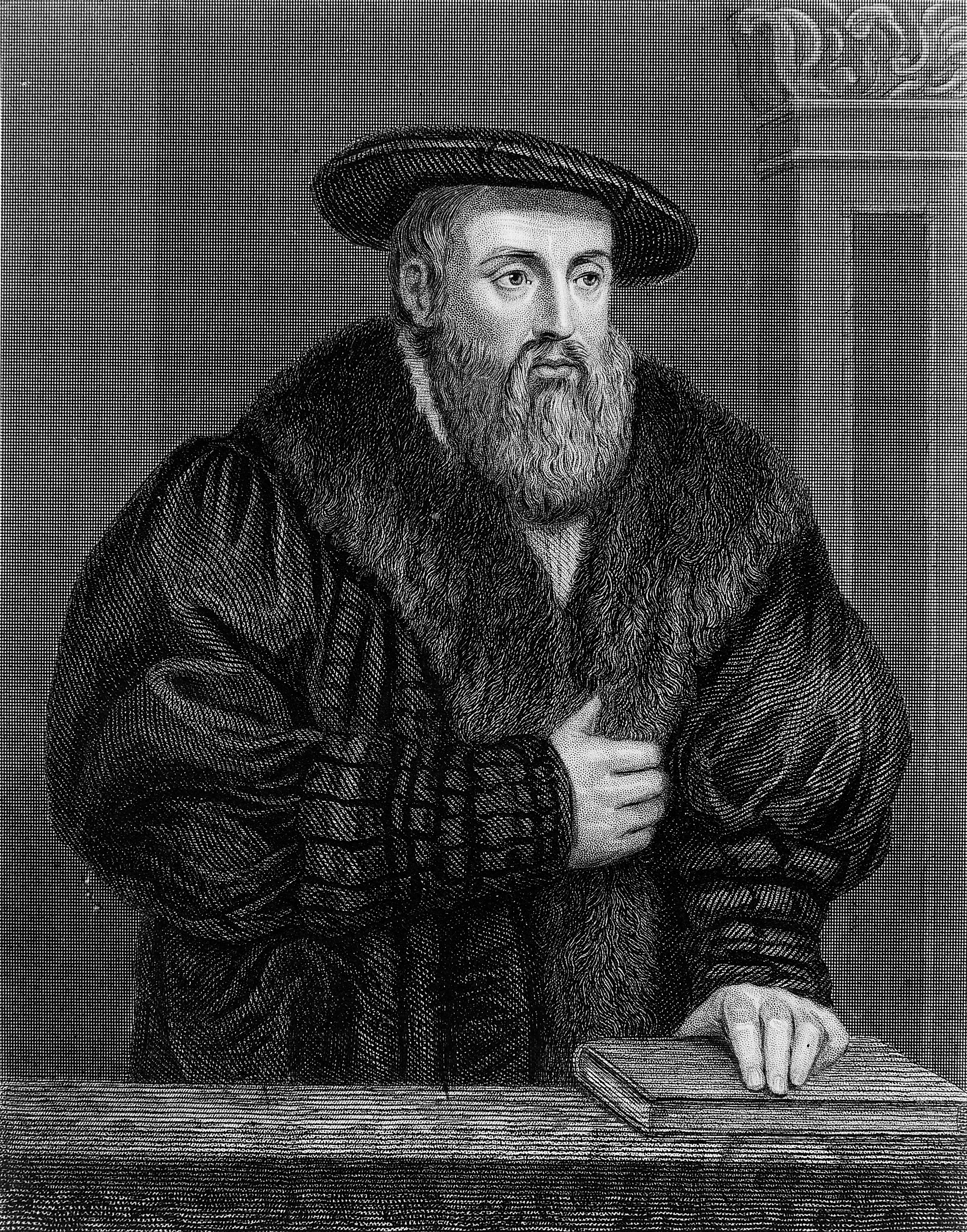
Johannes Kepler.

En tiempos de Galileo, la física adquirió el estatus de modelo de ciencia, modelo que debería seguir todo saber que quisiera alcanzar la categoría de conocimiento científico. La tarea de la ciencia del siglo XVII fue encontrar técnicas precisas para tener el control racional de la experiencia y mostrar cómo conceptos matemáticos se pueden utilizar para explicar los fenómenos naturales.
Esencialmente, el éxito de Galileo se debió a la capacidad para combinar las funciones de erudito y artesano. Para ello aceptó las técnicas de los artesanos —las lentes, el astrolabio, las bombas— y el razonamiento lógico-matemático desarrollado por los griegos y la escolástica medieval. A partir de datos repetibles, ordenados bajo principios matemáticos, Galileo formuló la ley de la caída de los cuerpos, las leyes de movimiento de los proyectiles y la ley del péndulo. Es decir, redujo a leyes los diversos hechos observados utilizando un razonamiento inductivo.
Galileo vislumbró que, en gran parte, las dificultades para comprender el movimiento planetario estaban causadas por el modelo geocéntrico, y que tales dificultades desaparecían aceptando el modelo heliocéntrico propuesto por Copérnico. En relación con el estudio de las trayectorias planetarias, en particular la de Marte, se sabía que en el siglo XVI no existía concordancia entre lo que se podía predecir con los instrumentos de Ptolomeo y las verdaderas trayectorias observadas en el cielo. Los Ptolemaicos suponían que cada planeta giraba alrededor de una circunferencia (epiciclo), cuyo centro, a su vez, describía otra circunferencia (deferente) centrada en la Tierra. El astrónomo danés Tycho Brahe a mediados del siglo XVI, demostró que la teoría fallaba y realizó nuevas y precisas observaciones planetarias. Se presentaron entonces dos opciones: admitir, como lo habían hecho antes Copérnico, y luego Galileo y Kepler, que estaba fallando la teoría geocéntrica, o bien que las hipótesis auxiliares acerca del número y tamaño de epiciclos y otros recursos para la explicación eran insuficientes. Los Ptolemaicos habían adoptado esta última postura durante muchos siglos, hasta que Kepler pudo explicar lo que sucedía asignando a cada planeta una única trayectoria elíptica alrededor del Sol. De esta manera Kepler formuló sus leyes del movimiento planetario.

### La mecánica de Newton

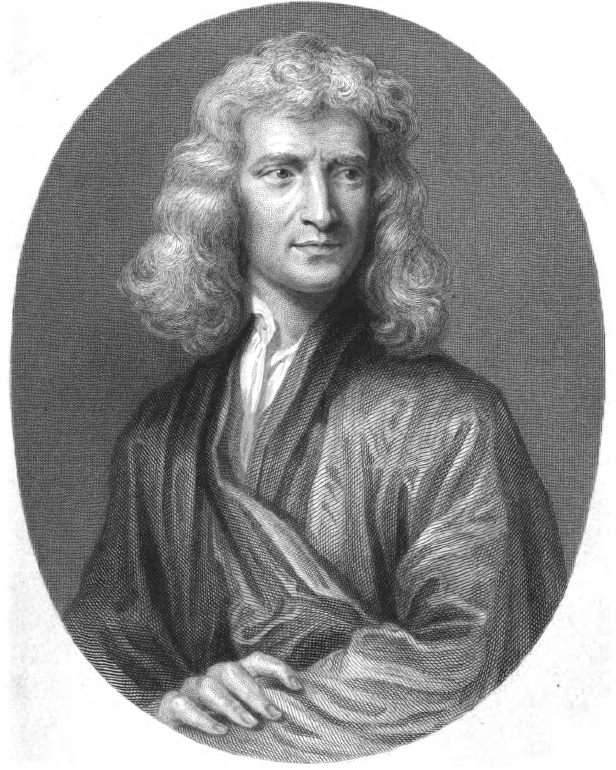
Isaac Newton.

Los planteamientos de Galileo fueron decisivos en la revolución intelectual y científica del siglo XVII. Sus trabajos sobre la mecánica y la dinámica, sumados a los esfuerzos de Copérnico y Kepler, fueron integrados y sistematizados por Isaac Newton.
La mecánica de Newton mostró que las leyes galileanas y keplerianas se podían deducir a partir de los principios de la teoría que lleva su nombre. De esta manera, logró unificar por vía deductiva lo que de otro modo hubiera quedado como un conjunto disperso de leyes empíricas. A menudo se concluye que el proyecto de la ciencia moderna encuentra su culminación en la física de Newton. La teoría de Newton, tal como fue presentada por el autor en los Philosophiae Naturalis Principia Mathematica, de 1687, es frecuentemente considerada uno de los logros más espectaculares de la historia de la ciencia.
Esta teoría fue considerada una revolución para el mundo de la ciencia porque fue una de las bases de la investigación científica junto a la observación y la experimentación y permitió tener una idea más concreta de la astronomía.

## Uso del término en filosofía
El término «giro copernicano» suele utilizarse en la filosofía como una metáfora aludiendo al cambio radical de perspectiva que supone el planteamiento general de la filosofía de Immanuel Kant, respecto de la filosofía tradicional. Kant cree que la filosofía, para entrar en el camino seguro del progreso en el conocimiento, ha de hacer lo mismo que hizo Copérnico en astronomía: si éste, para explicar los movimientos celestes, entendió que era mejor partir del supuesto de que era el espectador quien giraba, de manera parecida Kant cree que solo podemos tener un verdadero conocimiento de las cosas –un conocimiento universal y necesario– si el objeto depende del pensamiento, para ser conocido, y no a la inversa. Éste es el supuesto de que parte la filosofía trascendental de Kant.